# Općina Semič
Općina Semič (slo.: Občina Semič) je općina u južnoj Sloveniji u pokrajini Dolenjskoj i statističkoj regiji Jugoistočna Slovenija. Središte općine je naselje Semič s 1.905 stanovnika. 

## Zemljopis
Općina Semič nalazi se u južnom dijelu države. Općina obuhvaća sjeverni dio povijesne pokrajine Bele Krajine. U južnom dijelu nalazi se pobrđe koje na sjeveru općine prelazi u planinu Kočevski Rog na zapadu i Gorjance na istoku.
U nižim dijelovima općine vlada umjereno kontinentalna klima, a u višim vlada njena oštrija, planinska varijanta. Značajnih vodotoka nema. Svi vodotoci su mali i pritoci su rijeke Kupe.

## Naselja u općini
Blatnik pri Čermošnjicah, Brezje pri Rožnem Dolu, Brezje pri Vinjem Vrhu, Brezova Reber, Brezovica pri Črmošnjicah, Brstovec, Cerovec pri Črešnjevcu, Coklovca, Črešnjevec pri Semiču, Črmošnjice, Gornje Laze, Gradnik, Hrib pri Cerovcu, Hrib pri Rožnem Dolu, Kal, Komarna vas, Kot pri Semiču, Krupa, Krvavčji Vrh, Lipovec, Maline pri Štrekljevcu, Moverna vas, Nestoplja vas, Omota, Oskoršnica, Osojnik, Planina, Podreber, Potoki, Praproče, Praprot, Preloge, Pribišje, Pugled, Rožni Dol, Sela pri Vrčicah, Semič, Sodji Vrh, Sredgora, Srednja vas, Starihov Vrh, Stranska vas pri Semiču, Trebnji Vrh, Vinji Vrh pri Semiču, Vrčice, Štrekljevec

## Vanjske poveznice
- Službena stranica općine